# Георг Лудвиг фон Шварценберг-Хоенландсберг
Георг Лудвиг фон Шварценберг-Хоенландсберг (на немски: Georg Ludwig Graf zu Schwarzenberg; * 24 декември 1586; † 22 юли 1646, Фройденау, кантон Ааргау) е имперски граф на Шварценберг (1552 – 1596) и граф на Хоенландсберг (1566 – 1596).

## Живот
Той е син (осмото дете) на граф Кристоф II фон Шварценберг (1550 – 1596) и съпругата му Анна Кергл цу Фюрт (1553 – 1622), дъщеря на Рихард Кергл цу Фюрт и Вероника фон Шварценщайн, дъщеря на Рихард Кергл цу Фюрт и Вероника фон Шварценщайн. Брат е на Кристоф III фон Шварценберг (* 24 май 1581; † 1 май 1611), граф на Шварценберг-Хоенландсберг.
Георг Лудвиг се жени (замислено като осиновяване) на 25 юни 1617 г. в Мурау, Щирия, за Анна Нойман фон Васерлеонбург (* 25 ноември 1535, Вилах; † 18 декември 1623, погребана в Мурау), дъщеря на Вилхелм Нойман фон Васерлеонбург и Барбара Румпф фон Вулрос. За нея този брак е шести. Двамата нямат деца.
Швейцария. 
След смъртта на съпругата му Анна Нойман през 1623 г. Георг Лудвиг наследява дворец Обермурау в Щирия с гори от ок. 18 000 ха, които и днес са собственост на фамилията; към тях принадлежи и остатъка от замък Фрауенбург.
Една година по-късно, на 8 юли 1624 г., той се жени втори път за графиня Мария Елизабет фон Зулц-Клетгау (* ок. 1587; † 12 декември 1651, Грац), дъщеря на ландграф Рудолф IV фон Зулц (1559 – 1620) и фрайин Барбара фон Щауфен († 1604/1605) или Агата фон Лимпург (1561 – 1623).
През 1627 г. Георг Лудвиг става рицар на Хабсбургския орден на Златното руно. Той умира на 59 години на 22 юли 1646 г. във Фройденау в кантон Ааргау, Северна Швейцария.

## Деца
Георг Лудвиг и Мария Елизабет имат двама сина, които умират малки:
- Лудвиг Еркингер (* 9 август 1626; † 22 февруари 1629)
- Франц Еркингер (* 24 септември 1630; † 1633)